# Davide Di Molfetta
Davide Di Molfetta (23. červen 1996 Sesto San Giovanni, Itálie) je italský fotbalový útočník, který od roku 2021 hraje za Italský klub Feralpisalò.

## Statistiky
| Sezóna                | Klub                  | Liga                  | Liga   | Liga | Ligové poháry | Ligové poháry | Ligové poháry | Kontinentální poháry | Kontinentální poháry | Kontinentální poháry | Celkem | Celkem |
| Sezóna                | Klub                  | Soutěž                | Zápasy | Góly | Soutěž        | Zápasy        | Góly          | Soutěž               | Zápasy               | Góly                 | Zápasy | Góly   |
| --------------------- | --------------------- | --------------------- | ------ | ---- | ------------- | ------------- | ------------- | -------------------- | -------------------- | -------------------- | ------ | ------ |
| 2014/15               | Milán                 | Serie A               | 1      | 0    | IP            | 0             | 0             | -                    | 0                    | 0                    | 1      | 0      |
| 2015/16               | Benevento             | Serie C               | 10     | 0    | IP            | 0             | 0             | -                    | 0                    | 0                    | 10     | 0      |
| 2016                  | Rimini                | Serie C               | 11+2   | 0    | IP            | 0             | 0             | -                    | 0                    | 0                    | 13     | 0      |
| 2016/17               | Prato                 | Serie C               | 36+2   | 2+0  | IP            | 0             | 0             | -                    | 0                    | 0                    | 38     | 2      |
| 2017/18               | Vicenza               | Serie C               | 15     | 0    | IP            | 0             | 0             | -                    | 0                    | 0                    | 15     | 0      |
| 2018                  | Piacenza              | Serie C               | 13+4   | 0    | IP            | 0             | 0             | -                    | 0                    | 0                    | 17     | 0      |
| 2018/19               | Piacenza              | Serie C               | 34+4   | 2+0  | IP            | 1             | 0             | -                    | 0                    | 0                    | 39     | 2      |
| Celkem za Piacenzu    | Celkem za Piacenzu    | Celkem za Piacenzu    | 55     | 2    | -             | 1             | 0             | -                    | 0                    | 0                    | 56     | 2      |
| 2019/20               | Catania               | Serie C               | 24     | 2    | IP            | 1             | 0             | -                    | 0                    | 0                    | 25     | 2      |
| 2020/21               | Mantova               | Serie C               | 28     | 3    | -             | 0             | 0             | -                    | 0                    | 0                    | 28     | 3      |
| 2021/22               | Feralpisalò           | Serie C               | 35+6   | 1+1  | -             | 0             | 0             | -                    | 0                    | 0                    | 41     | 2      |
| 2022/23               | Feralpisalò           | Serie C               | 16     | 2    | IP            | 2             | 0             | -                    | 0                    | 0                    | 18     | 2      |
| 2023/24               | Feralpisalò           | Serie B               | ?      | ?    | IP            | 2             | 2             | -                    | 0                    | 0                    | 2+     | 2+     |
| Celkem za Feralpisalò | Celkem za Feralpisalò | Celkem za Feralpisalò | 57+    | 4+   | -             | 4             | 2             | -                    | 0                    | 0                    | 61+    | 6+     |
| Celkově               | Celkově               | Celkově               | 241+   | 13+  | -             | 6             | 2             | -                    | 0                    | 0                    | 247+   | 13+    |